# Tuczna
Tuczna – wieś w Polsce, położona w województwie lubelskim, w powiecie bialskim, w gminie Tuczna.
Wieś ekonomii brzeskiej w drugiej połowie XVII wieku. W latach 1975–1998 miejscowość administracyjnie należała do województwa bialskopodlaskiego.
Wieś jest sołectwem, siedzibą gminy Tuczna. Jest także siedzibą  rzymskokatolickiej Parafii św. Anny. Według Narodowego Spisu Powszechnego z roku 2011 wieś liczyła 1005 mieszkańców.

## Części wsi
| SIMC    | Nazwa            | Rodzaj    |
| ------- | ---------------- | --------- |
| 1024238 | Błoto            | część wsi |
| 1024250 | Dąbrowa          | część wsi |
| 0021261 | Gajki            | część wsi |
| 0021278 | Grądziki         | część wsi |
| 1024327 | Grobelka         | część wsi |
| 0021284 | Kolonia Bokińska | część wsi |
| 1024422 | Paragwaj         | część wsi |
| 1024540 | Pod Gajem        | część wsi |
| 1024563 | Pod Krajszczyzną | część wsi |
| 1024586 | Pod Ogrodnikami  | część wsi |
| 0021290 | Podzdany         | część wsi |
| 0021309 | Sawiniec         | część wsi |
| 1024818 | Zaogrodzie       | część wsi |
| 1024847 | Zgniły Lasek     | część wsi |

## Położenie

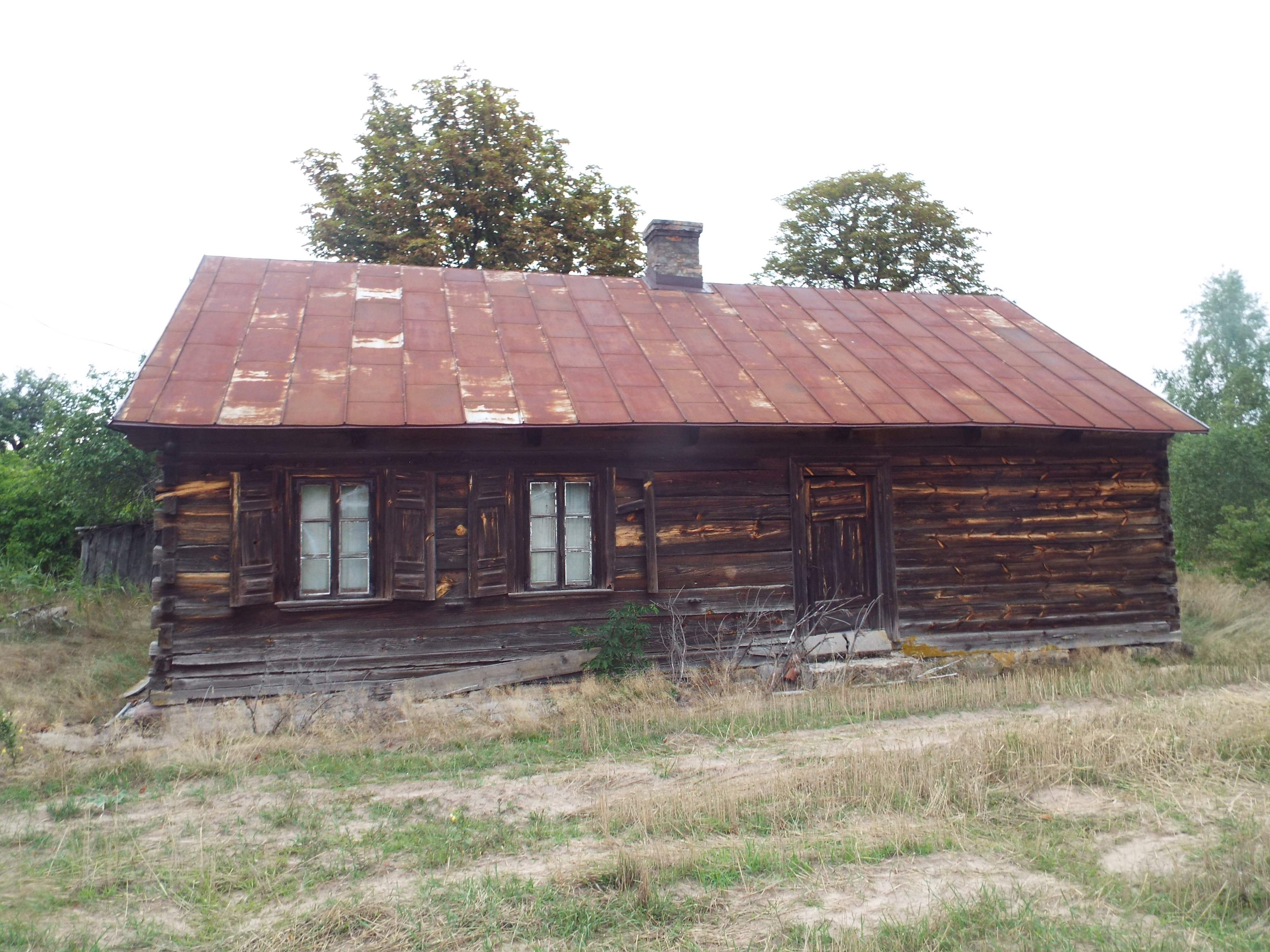
Chata sztabu Jana Szatowskiego (2019)

Tuczna jest położona na Polesiu Lubelskim. Znajduje się w północno-wschodniej części województwa lubelskiego, w południowo-wschodniej części powiatu bialskiego – odległość do Białej Podlaskiej powiatu wynosi 33 km.
Obecny murowany kościół parafialny wybudowano w latach 1879–1882 z fundacji Krasińskich, a parafię erygowano w 1882 r. Kościół jest w stylu pseudoromańskim, o barokowym wystroju wnętrza. Ogrodzenie kościoła murowane z bramą (XIX w.).

## Chata dowódcy AK-WIN Jana Szatowskiego
W tucznieńskiej kolonii (Tuczna 260) znajduje się chata, w której mieścił się sztab Jana Szatowskiego „Zagończyka”. 27 października 1945 r. zawarto tutaj również porozumienie pomiędzy WiN i UPA, co położyło kres walkom na Podlasiu.

## Edukacja
- Szkoła Podstawowa im. Tadeusza Kościuszki w Tucznej

## Ludzie urodzeni w Tucznej
- Andrzej Czapski – polski polityk i samorządowiec, prezydent Białej Podlaskiej (1998–2014), senator (1989–1993), wicemarszałek senatu (1991–1993)
- Ryszard Olszewski – generał broni pilot Wojska Polskiego, dowódca Sił Powietrznych RP, Ambasador RP w Kambodży, doktor habilitowany nauk wojskowych
- Stanisław Hempel – polski inżynier, konstruktor, projektant i budowniczy wielu nowatorskich konstrukcji drewnianych, stalowych oraz betonowych